# Lago Maggiore
Der Lago Maggiore (italienisch für „grösserer See“), italienisch auch (Lago) Verbano (von lateinisch Lacus Verbanus), lombardisch Lagh Maggior, in der Schweiz auch deutsch Langensee und französisch Lac Majeur, ist ein im Schweizer Kanton Tessin sowie in den italienischen Regionen Piemont und Lombardei gelegener, vom gleichnamigen Hauptzu- und -abfluss Tessin durchflossener oberitalienischer See.

## Beschreibung
Der Lago Maggiore ist schmal, gekurvt sowie verästelt und wird von Nord nach Süd durchflossen. Er nimmt 212,5 km² Fläche ein, wovon 19,9 % – im Norden – zur Schweiz und 80,1 % zu Italien gehören. Er reicht von der südlichen Alpenkette bis an den westlichen Rand der Poebene. Wie die anderen oberitalienischen Seen entstand er beim Abschmelzen eiszeitlicher Gletscher. Vor allem sein Nordteil ist von hohen Bergen umgeben.
Der See ist 64,37 km lang und bis zu 10 km breit. Er ist nach dem Gardasee der flächenmässig zweitgrösste See Italiens. Der Seespiegel liegt im Mittel bei 193 m ü. M. und bildet damit den tiefsten Punkt der Schweiz. Die grösste Tiefe beträgt 372 m. Der Seegrund reicht damit bis zu 179 m unter den Meeresspiegel.
Das Einzugsgebiet beträgt 6386 km² (3326 km² in der Schweiz und 3060 km² in Italien).
Von der Fischerei im Lago Maggiore leben mehrere Berufsfischer. Der Gesamtertrag liegt bei 150 Tonnen pro Jahr.
Seit 1826 gibt es auf dem See eine Passagierschifffahrt. 1852 wurde sie vom Österreichischen Lloyd übernommen und neu organisiert. Heute betreibt der italienische Staatsbetrieb Gestione governativa navigazione laghi mit Sitz in Mailand mit der Navigazione del Lago Maggiore (NLM) eine Flotte von 25 Schiffen, darunter der noch betriebsfähige Raddampfer Piemonte. Die lokale Schifffahrt auf Schweizer Territorium wird seit 2018 von der Società Navigazione del Lago di Lugano wahrgenommen.

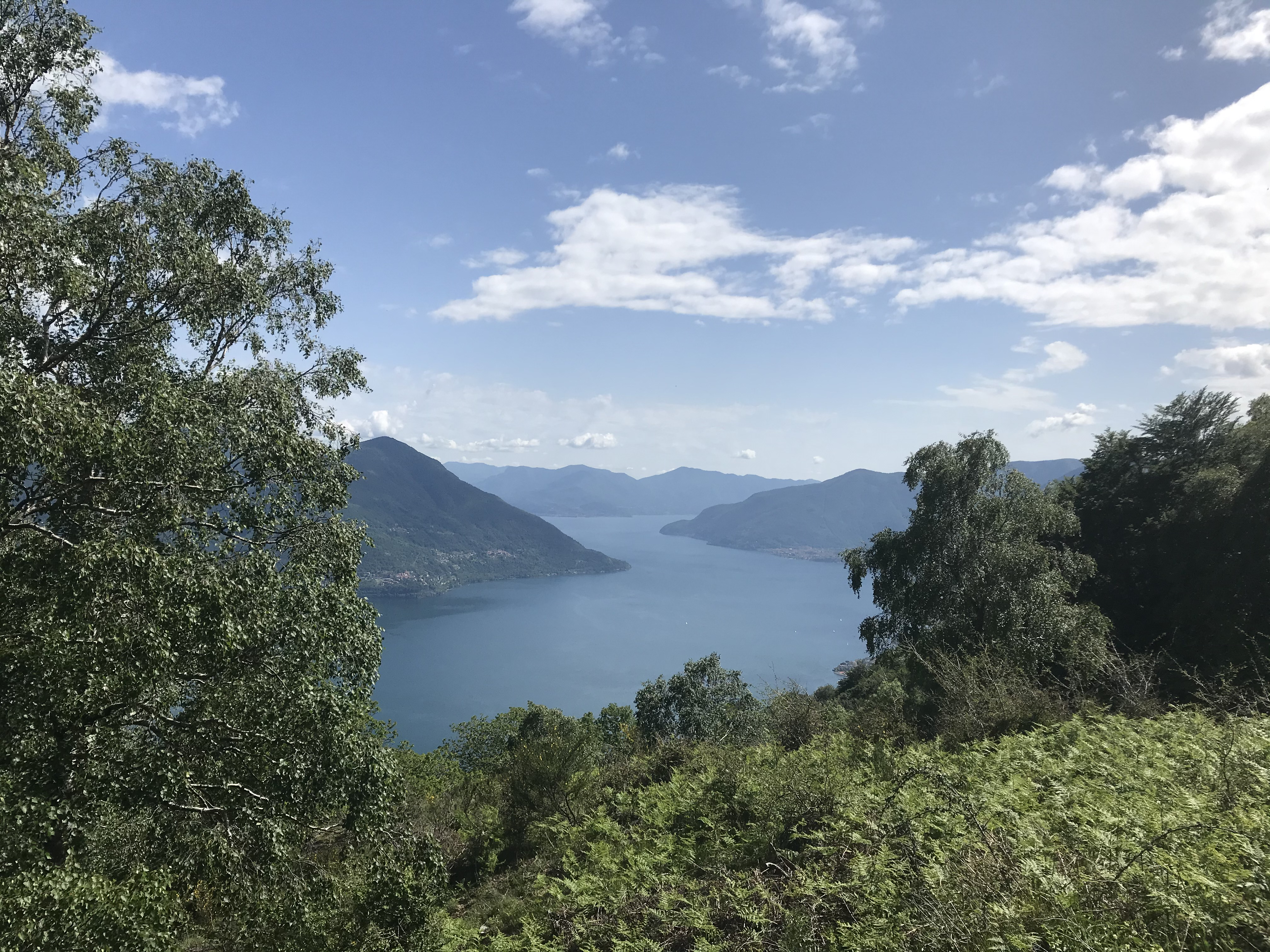
Langensee in Richtung Süden, von den Monti di Ronco aus gesehen
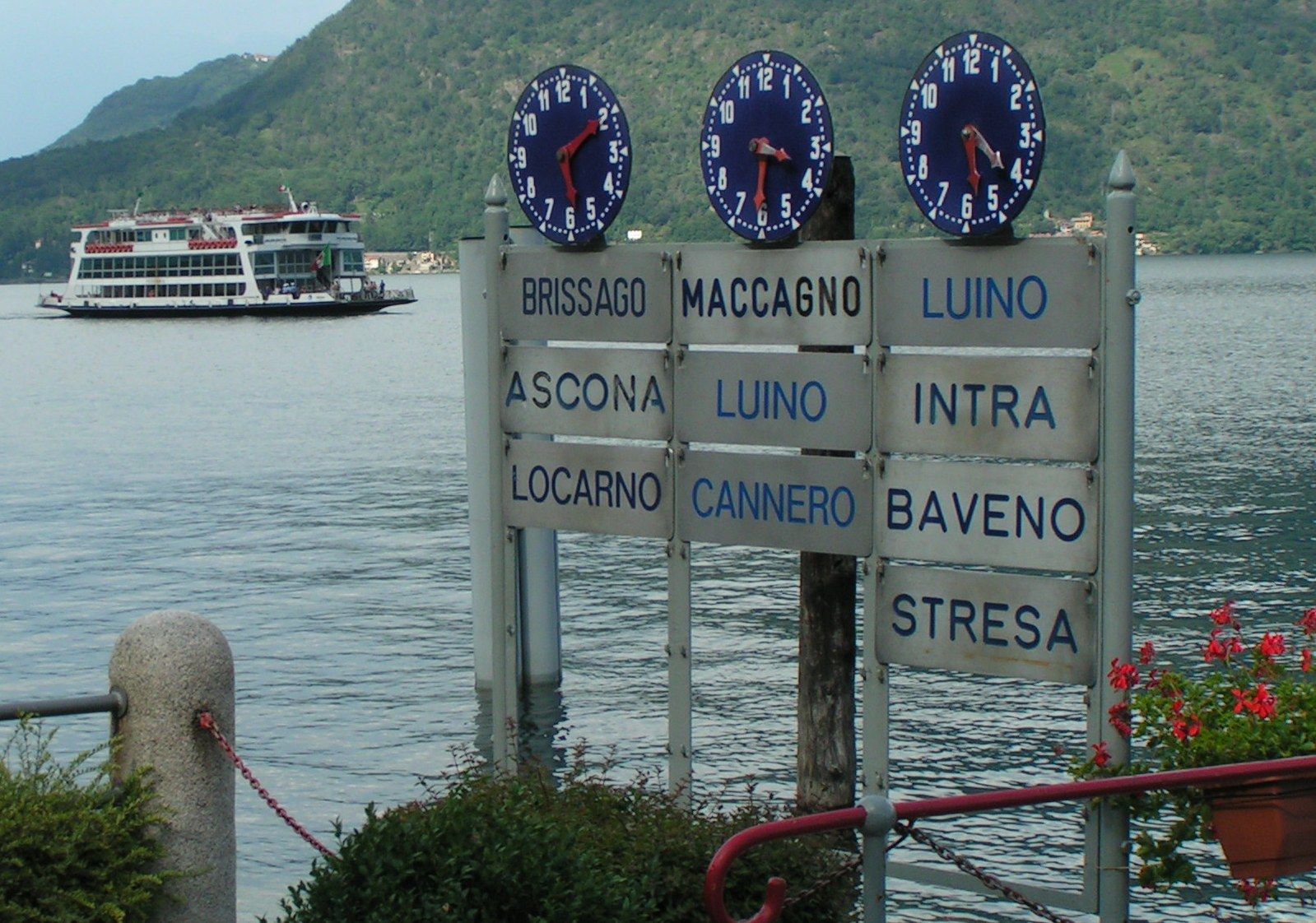
Anleger Cannobio
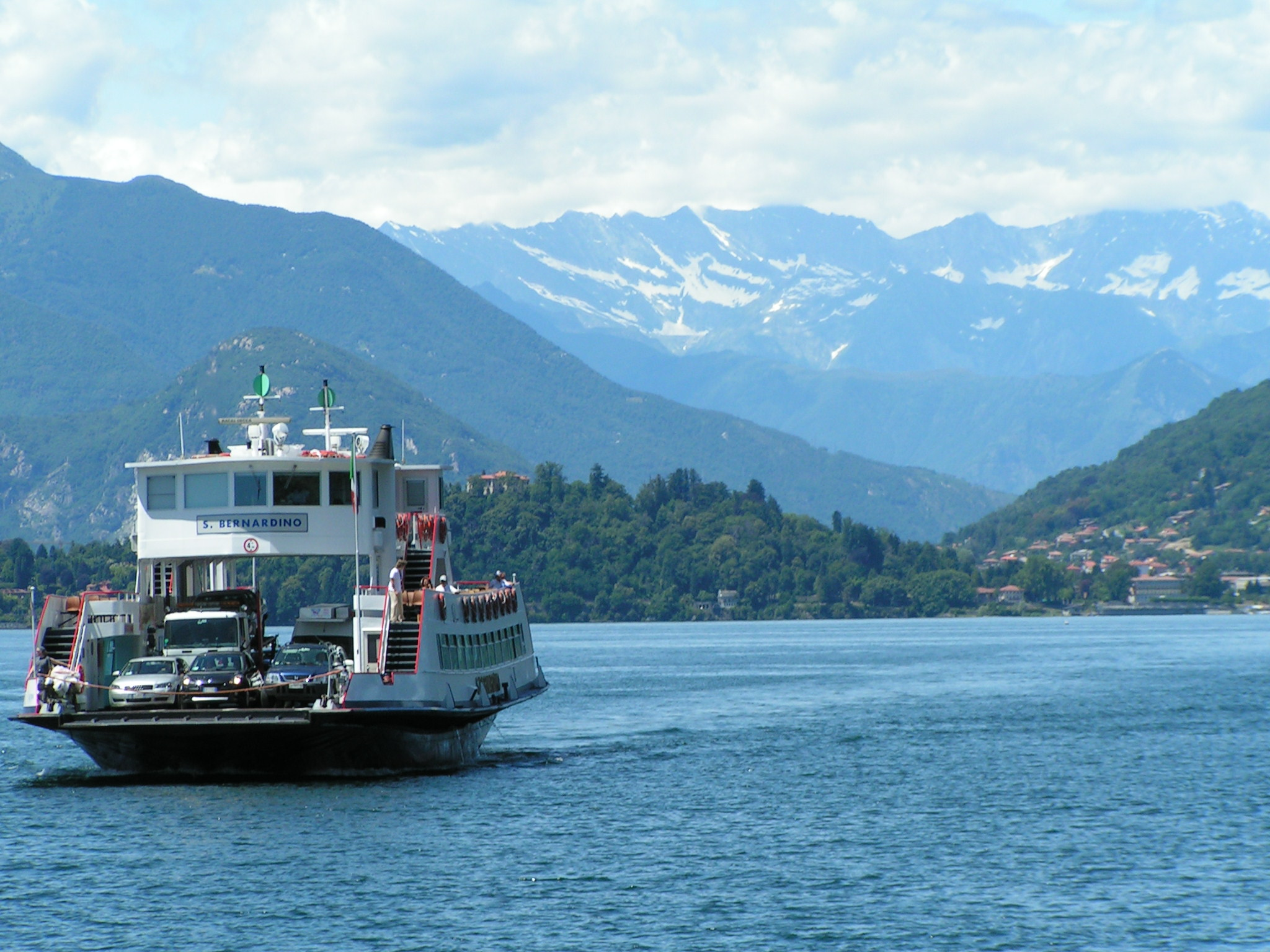
Autofähre von Intra nach Laveno
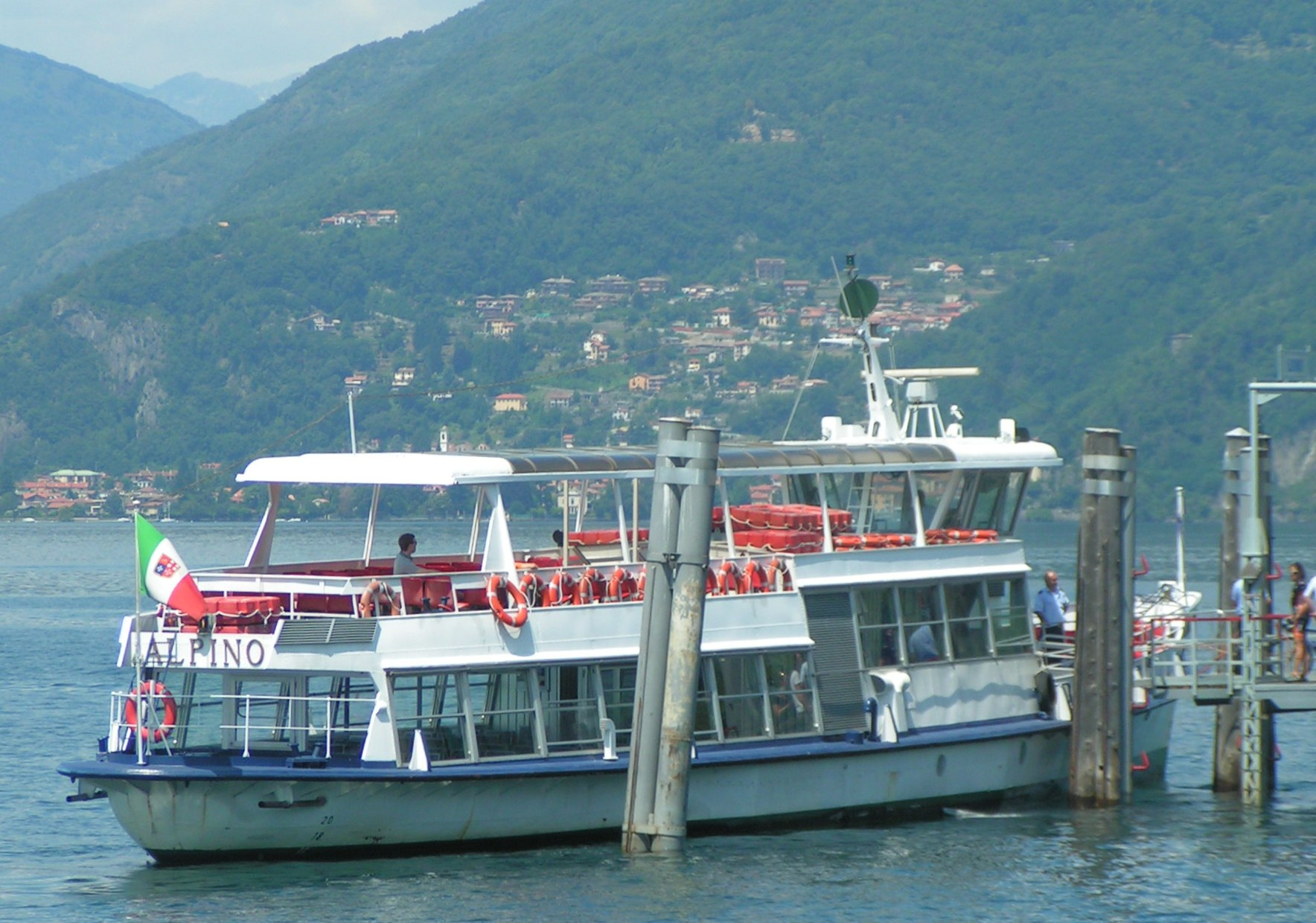
Fahrgastschiff am Anleger Luino. Im Hintergrund Maccagno
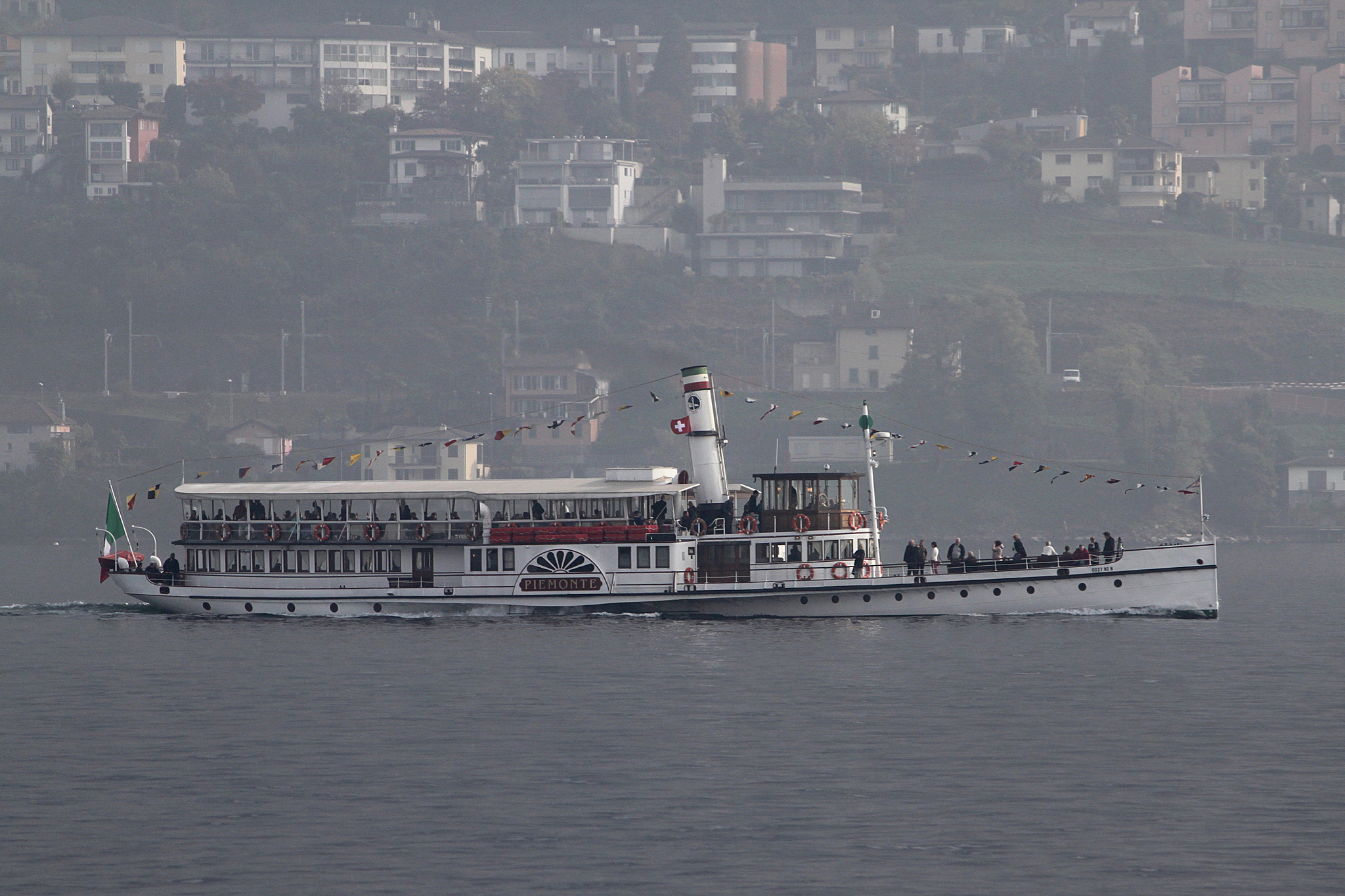
Der Raddampfer Piemonte bei Ascona
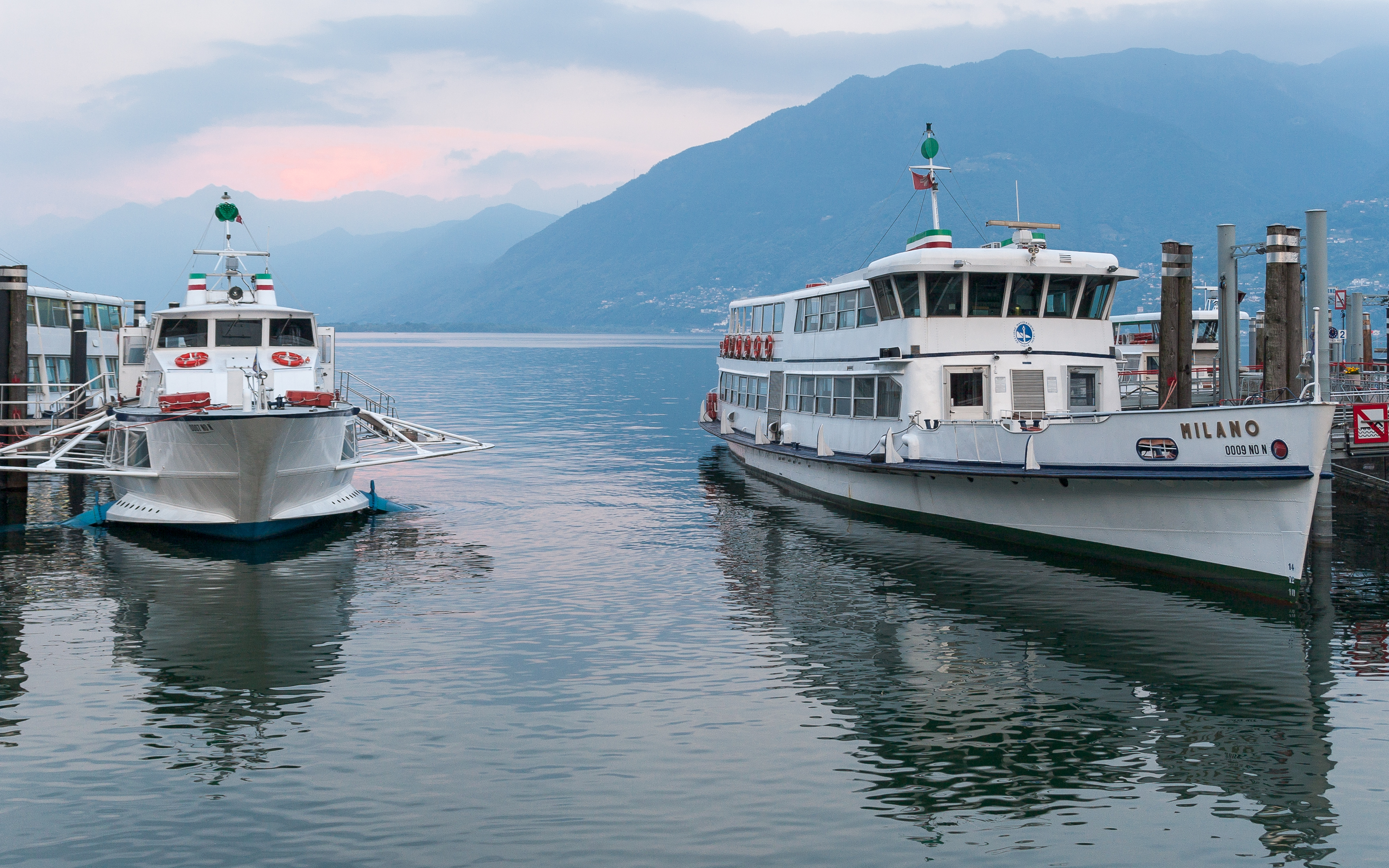
Freccia Dei Giardini (170 Pers.) und MS Milano (350 Pers.) in Locarno

Der Hauptzu- und -abfluss ist der Tessin (italienisch Ticino). Er mündet bei Magadino in den See ein. Das Mündungsgebiet, die Bolle di Magadino ‚Blase von Magadino‘ ist ein artenreiches Naturschutzgebiet.
Weiter westlich mündet die Maggia. Sie bringt ständig Geschiebe mit sich, so dass das Maggia-Delta heute weit in den See hinausreicht. Östlich des Deltas liegt Locarno, das vor allem durch sein Filmfestival und die Wallfahrtskirche Madonna del Sasso bekannt ist, auf der Westseite Ascona mit seiner Seepromenade und dem Monte Verità. Im Hinterland teilt sich das Tal bei Ponte Brolla ins Centovalli zur linken und das Maggiatal zur rechten Seite. Im Norden mündet die Verzasca in den See, vor allem bekannt durch eine Brücke, die Ponte dei Salti, und die 220 m hohe Staumauer.
Der hydrologisch bedeutendste Zufluss des Sees ist jedoch der Toce, da dieser durchschnittlich etwas mehr Wasser als der Tessin in den See einbringt. Allerdings sind die natürlichen Wassermengen dieser Flüsse aufgrund zahlreicher Wasserableitungen zur Stromgewinnung seit Jahrzehnten von Menschenhand reguliert.
Grösste Stadt am See ist Verbania mit ihren Teilorten Intra und Pallanza. Sehenswert sind die Botanischen Gärten der Villa Taranto (0,16 km²), ein Geschenk ihres Gründers, Kapitän Neil Mac Eacharn, an Italien. Tausende aus aller Welt importierte Pflanzen sowie seltene, in Europa zum Teil auch einzigartige botanische Sammlungen lassen sich hier studieren. Südlich von Verbania weitet sich der See zum Golf von Verbania, wo der Toce in den See einmündet.
Am Golf liegt Stresa, das mit seinen Belle-Epoque-Villen und -Hotelpalästen heute noch den Charme eines mondänen Nobelkurortes ausstrahlt. In Stresa befindet sich die Villa Pallavicino mit ihrem Park und einem Zoologischen Garten. Jahrhundertealte Bäume und viele freilebende Tierarten sind dort zu sehen. In der Stadt fanden einige historisch bedeutsame Konferenzen statt (1. und 2. Konferenz von Stresa 1935 beziehungsweise 1958, Bilderberg-Konferenz 2004).
Weiter südlich liegt die Stadt Arona. Zwei Kilometer nördlich von Arona wurde 1624 eine 23 m hohe Kupfer-Kolossalstatue (35 m mit Sockel) von Karl Borromäus errichtet, die bis zum Bau der Freiheitsstatue in New York die höchste innen begehbare Statue war.
Südlich des Sees liegt bei Sesto Calende ein unter Naturschutz stehendes Auengebiet, innerhalb des Parco naturale lombardo della Valle del Ticino.
Auf der Ostseite liegen der Ort Angera mit der mittelalterlichen Burg Rocca di Angera, das in den steil aufragenden Felsen hineingebaute Kloster Santa Caterina del Sasso sowie die Stadt Luino mit ihrem bekannten Wochenmarkt.

## Sacro Monte di Ghiffa
Der Pilgerweg mit einer Gruppe der Kapellen Sacro Monte di Ghiffa ist eine Wallfahrtsstätte in der Nähe des Orts Ghiffa im Piemont. Sie ist seit 2003 als Teil der Sacri Monti in die Liste des Weltkulturerbes der UNESCO eingetragen.

## Inseln

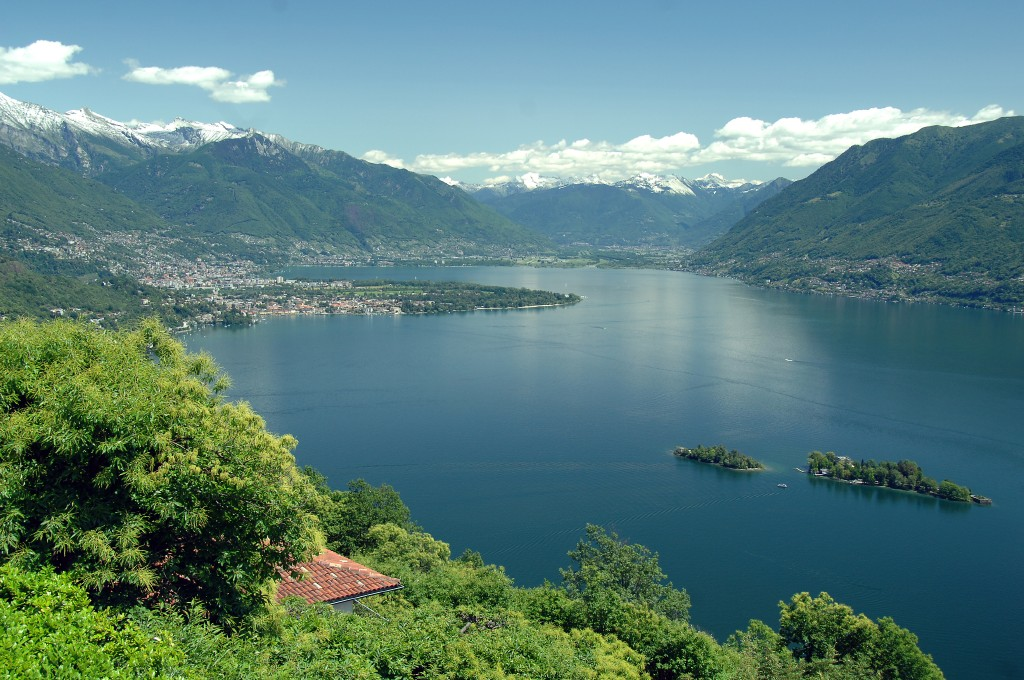
Die Brissago-Inseln (rechts im Bild) im Lago Maggiore

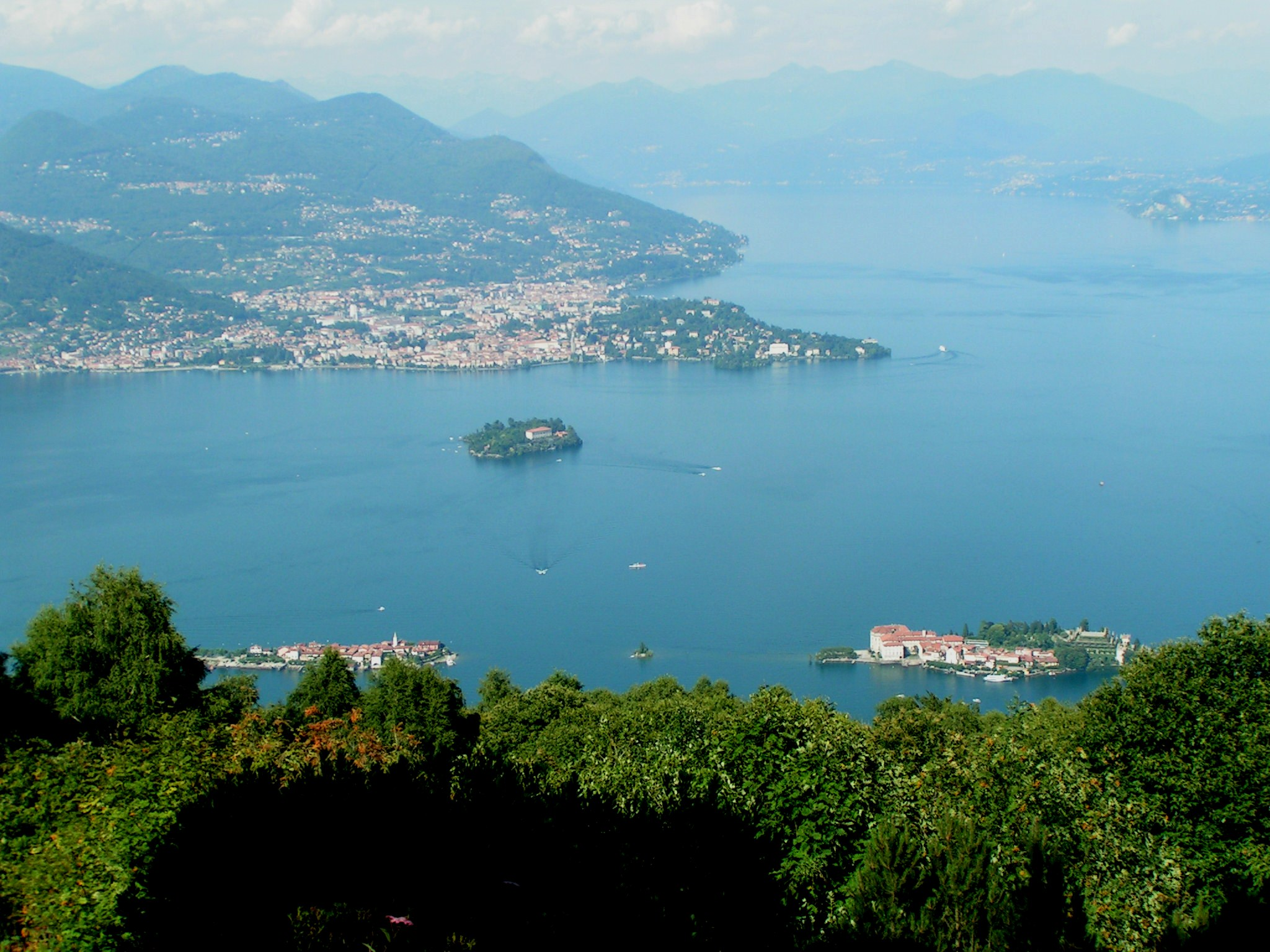
Drei-Insel-Blick von Alpino aus: Isola Madre (oben), Isola dei Pescatori (unten links) und Isola Bella (unten rechts)

Bei Brissago liegen die zwei Isole di Brissago mit ihrem botanischen Garten: Isola di San Pancrazio (Isola Grande) und Isola di Sant’Apollinare (Isolino). Nördlich von Cannero Riviera liegen auf zwei Inselchen die Castelli di Cannero.
Stresa vorgelagert sind drei der fünf Borromäischen Inseln: Isola Bella und Isola dei Pescatori (auch bekannt als Isola Superiore), sowie zwischen den beiden das Inselchen Scoglio della Malghera. Die restlichen beiden, Isolino di San Giovanni und Isola Madre, sind dem gegenüberliegenden Verbania vorgelagert.
Vor Angera liegt die kleine Insel Isolino Partegora.

## Orte am Lago Maggiore
| Tessin (Schweiz) | Piemont (Italien)                                                                                                | Lombardei (Italien) |
| --- | --- | --- |
| - Caviano - Sant’Abbondio - Gerra - San Nazzaro - Piazzogna - Vira (Gambarogno) - Magadino - Tenero - Minusio - Muralto - Locarno - Ascona - Ronco sopra Ascona - Brissago | - Arona - Meina - Lesa - Belgirate - Stresa - Baveno - Verbania - Ghiffa - Oggebbio - Cannero Riviera - Cannobio | - Sesto Calende - Angera - Ranco - Ispra - Laveno-Mombello - Castelveccana - Porto Valtravaglia - Brezzo di Bedero - Germignaga - Luino - Maccagno - Tronzano Lago Maggiore - Pino sulla Sponda del Lago Maggiore |

## Tier- und Pflanzenwelt

### Vegetation
Die Flora des Lago Maggiore wird häufig mit dem Begriff «Insubrische Flora» umschrieben. Das Gebiet gehört zu den regenreichsten in Italien und der Schweiz. Der höchste Wert von fast 3000 mm pro Jahr wird im Valle Cannobina (Provinz VCO) erreicht, in der Provinz Varese sind es bei Vararo 2000 mm. Die Alpenkette nördlich des Sees und die oft hohen und steilen Berge des Gebietes schützen ihn vor den kalten Winden aus dem Norden, weshalb das Klima mild ist. Sehr ausgeprägt sind die mikroklimatischen Unterschiede zwischen den steilen Südhängen in der Nähe des Sees und den höher gelegenen, nach Norden ausgerichteten Orten. Dies führt zu einer sehr vielfältigen und interessanten Flora. Die Kombination aus hohen Niederschlägen und mildem Klima begünstigt ein sehr üppiges Wachstum, wie es kaum an einem anderen Ort in Europa anzutreffen ist, und ermöglicht es besondere Pflanzen wie Kamelien zu kultivieren, die diese speziellen Bedingungen benötigen. Ein grosser Teil des Gebiets ist mit Wald bedeckt, der nach dem Abholzen oder den häufigen Waldbränden schnell nachwächst.
Sehr wichtig für die Flora ist auch, ob der Boden kalkhaltig oder sauer ist. Auf der piemontesischen und der Tessiner Seite des Lago Maggiore ist das Gestein fast überall sauer, ausser in einigen sehr kleinen kalkigen Einschlüssen. Dasselbe gilt für die lombardische Seite des Sees nördlich von Luino und auf den Moränenhügeln im äussersten Südosten in Richtung Sesto Calende. Hier, in Höhenlagen bis etwa 800–1000 m, dominieren überall die oft fast reinen Kastanienwälder. Zwischen 1000 m und etwa 1700 m wachsen hauptsächlich saure Buchenwälder. Darüber lichten sich die Wälder, und man findet den Berg-Ahorn (Acer pseudoplatanus) und die Hänge-Birke (Betula pendula). Hier und auf der montanen Höhenstufe an waldfreien Orten (z. B. aufgrund Rodung oder Waldbrand) finden sich ausgedehnte Flächen mit Rohr-Pfeifengras (Molinia arundinacea), Adlerfarn (Pteridium aquilinum) und Besenginster (Cytisus scoparius), welcher die Hänge oft weithin mit seinen intensiv gelben Blüten ziert.
Die niedrig gelegenen Gebiete wie das Ossolatal, die Magadinoebene, das Tal der Tresa, das Valcuvia und das untere Varesotto sind oft stark anthropisiert und sehr dicht besiedelt. Die Landwirtschaft beschränkt sich hauptsächlich auf diese Gebiete, wobei sie allerdings wegen der mageren Böden nicht sehr intensiv ist und hauptsächlich aus Mähwiesen und Maisfeldern besteht. Eine Ausnahme ist die Magadinoebene, wo aus politischen Gründen eine intensivere Landwirtschaft gefördert wird, um die Selbstversorgung der Schweiz zu gewährleisten. Dank der starken Förderung hat sich hier trotz nicht optimaler Bedingungen (nasses Klima, schlechte Böden) auch ein intensiver Weinbau erhalten, der auf der italienischen Seite des Sees fast vollständig zum Erliegen gekommen ist. Wo in diesen Gebieten noch Wald vorhanden ist, besteht er hauptsächlich aus Stieleiche (Quercus robur), Esche (Fraxinus excelsior) und Robinie (Robinia pseudoacacia) sowie vereinzelt aus Kastanie (Castanea sativa) und Feldulme (Ulmus minor).
Eine andere Flora findet sich am zentralen östlichen Teil des Sees in der Provinz Varese, wo das Substrat kalkhaltig ist. Auch hier wachsen vor allem Kastanienwälder, aber östlich des Monte Campo dei Fiori werden die Hainbuchenwälder (Orno-Ostrietum, Carpinion orientalis) mit Manna-Esche (Fraxinus ornus) und Hopfenbuche (Ostrya carpinifolia) häufiger, die in den südöstlichen italienischen Alpen sehr verbreitet sind. Diese sind zusammen mit den Kastanienwäldern charakteristisch für die submediterrane Übergangsflora zwischen der gemässigten, mitteleuropäischen und derjenigen des Mittelmeerraums. Besonders artenreich sind in diesem Gebiet die Trockenwiesen, die an den wenigen Stellen, die weder bebaut noch bewaldet sind, auf dolomitischen und kalkhaltigen Felsen mit wenig tiefgründigem Boden vorkommen. Die interessantesten Trockenwiesen befinden sich auf dem Monte Sangiano in der Nähe des gleichnamigen Dorfes. Einige Pflanzenarten wachsen um den Lago Maggiore herum nur dort, wie das Apenninen-Sonnenröschen (Helianthemum apenninum), Inula spiraeifolia und einige typische Steppenpflanzen wie sie auch in Zentralasien vorkommen, darunter das Federgras (Stipa eriocaulis) und der Steifhalm (Kengia serotina). Weitere Trockenwiesen gibt es auf den Pizzoni di Laveno, in der Nähe von Vararo, am Monte Campo dei Fiori und oberhalb von Rasa, nördlich von Varese.
Die interessantesten Lebensräume der Gegend sind wahrscheinlich die Feuchtgebiete, in denen einige vom Aussterben bedrohten Arten ihre letzten Vorkommen in Italien haben. Die Feuchtgebiete sind wohl wegen der aussergewöhnlichen Niederschlagsmenge und der zahlreichen Seen und Flüsse so gut vertreten. Zu den bedrohten Arten, die auf der italienischen roten Liste stehen, gehört die Wasserkastanie (Trapa natans), die im Naturschutzgebiet Fondotoce und in den kleineren Seen von Varese und Comabbio vorkommt. Weitere Arten auf der Roten Liste sind Wasserfeder (Hottonia palustris), die am See bei Brebbia vorkommt, und das Echte Pfeilkraut (Sagittaria sagittifolia), das um die kleineren Seen von Varese und Comabbio gefunden wurde, aber wahrscheinlich ausgestorben ist. Auch die Seekanne (Nymphoides peltata), die im Lago di Comabbio vorkommt, hat in Italien hier eines ihrer letzten Vorkommen. Bemerkenswert sind auch die Relikt-Torfmoore von Valganna und Cavagnano, wo sehr seltene Pflanzen wie der Mittlere Sonnentau (Drosera intermedia) und die Blumenbinse (Scheuchzeria palustris) wachsen, die in der Roten Liste der Lombardei aufgeführt sind.
Unberührte und aussergewöhnlich warme Orte befinden sich nur noch an schwer zugänglichen Orten an steilen Felsen über dem See. Überraschenderweise ist hier bereits eine rein mediterrane Art zu finden, die Salbeiblättrige Zistrose (Cistus salviifolia; Locarnese, Mont'Orfano, Santa Caterina usw.). In den wärmeren, stärker anthropogen geprägten Gebieten in der Nähe der Dörfer tritt das Phänomen der Laurophyllisierung auf, bei dem sich dichte Wälder aus exotischen immergrünen Gehölzen wie der Hanfpalme (Trachycarpus fortunei) und dem Lorbeer (Laurus nobilis) bilden.

### Tierwelt
Da verschiedene Fischarten des Lago Maggiores im deutschen Sprachraum nicht vorkommen, werden zum Teil die italienischen Bezeichnungen angegeben. Im See lebt eine Felchen-Fischart, die lokal Lavarello genannt wird und ein beliebter Speisefisch ist. Sie lebt in tiefen Gewässern und kommt nur während der Laichzeit Anfang Dezember an Land. Der See beherbergt auch Barsche, Hechte, den Cavedano, einen in Italien, im angrenzenden Dalmatien und Südfrankreich endemischen Fisch (Squalius squalus), den Agon,  Quappen, Welse, Aale und die Alborella (Alburnus arborella), ebenfalls ein in Italien und Dalmatien endemischer Fisch sowie Forellen.
Am See gibt es etliche nistende Wasservögel, zum Beispiel: Gänsesäger, Schwäne, Haubentaucher, Möwen, Kormorane und Enten. Ausserdem ist er ein wichtiger Korridor, Rastplatz und Futterplatz für den Vogelzug.
2024 wurde nach 500 Jahren erstmals wieder ein Biber am Lago Maggiore gesichtet.

## Schifffahrt
Die Linienschifffahrt auf dem See begann bereits 1826 mit der im Vorjahr gegründeten Impresa Lombardo-Sardo-Ticinese mit dem Dampfschiff Verbano. Im Jahr 1853 nahm eine zweite Gesellschaft, der Lloyd Austriaco, den Dienst mit dem Dampfschiff Taxis auf. Die Impresa Lombardo-Sardo-Ticinese ging 1853 in Konkurs und verkaufte die Dampfschiffe an die Regierung des Königreichs Sardinien. Während des Zweiten Unabhängigkeitskrieges (1859) wurden die Dampfer bewaffnet, und es kam sogar zu Gefechten (die österreichische Radetzky wurde von der aufständischen Bevölkerung schwer beschädigt), und fanden schliesslich in neutralen Schweizer Gewässern Schutz. Der bankrotte Österreichische Lloyd verkaufte seine drei Schiffe an die Schweizer Regierung, die sie an die sardische Regierung übergab.
1867 gingen die Schiffe in den Besitz der neu gegründeten Mailänder Gesellschaft Innocente Mangili über, die von 1876 bis 1909, zur Zeit der Belle Époque, acht grosse Salonraddampfer und bis 1914 fünf Schraubendampfer in Dienst stellte. Im Jahr 1896 stationierte die Regia Guardia di Finanza eine Flottille kleiner Torpedoboote in Cannobio; im selben Jahr sank eines davon, die Locusta, bei einem Sturm mit der gesamten Besatzung.
Während des Ersten Weltkriegs ging die Mangili-Gesellschaft in Konkurs, und die Schiffe wurden von der Regierung verwaltet, mit katastrophalen Ergebnissen; 1923 gingen sie schliesslich an die Società Subalpina Imprese Ferroviarie über, die eine drastische Erneuerung der Flotte durchführte: Bis auf sechs wurden alle grösseren Dampfer verschrottet (drei Rad- und drei Schraubendampfer), zwei weitere wurden auf Dieselmotoren umgerüstet, und zehn neue Motorschiffe wurden gebaut. 1929 nahm die Autofähre San Cristoforo, die durch den Umbau eines Lastkahns entstanden war, den Verkehr auf, und vier Jahre später wurde eine zweite San Cristoforo, die erste echte Fähre auf den italienischen Seen, in Betrieb genommen. 1938 eröffneten die Tessiner Regionalbahnen den Betrieb auf der Schweizer Seite.
Während des Zweiten Weltkriegs versenkten zwischen dem 25. und 26. September 1944 die Alliierten bei Luftangriffen die Dampfer Genua, Mailand und Turin. In den ersten beiden Fällen gab es 34 bzw. 26 Todesopfer. Bei anderen Angriffen wurden die Motorschiffe Monfalcone und Magnolia beschädigt. Am 16. April 1948 ging die Verwaltung der Schifffahrtsgesellschaft des Langensees (italienisch NLM) an ein Regierungskommissariat über, das mehrere neue Schiffe bauen liess. Das erste Tragflächenboot wurde 1953 in Dienst gestellt; 1956 kaufte die italienische Gesellschaft die Schweizer Flotte.
Die italienische NLM kündigte 2016 aus finanziellen Gründen die Betriebseinstellung im Schweizer Becken zum Jahresende an, nachdem im Nachzug der Finanzkrise 2008 vier Jahre später ihre Subventionen aus Rom um 45 % gekürzt worden sind. Nach Interventionen aus der Schweiz wurde dieser Termin um ein Jahr verschoben, um eine Lösung zu finden. Zudem erneuerte die Schweiz Ende Dezember 2016 die letztmals 1992 erteilte Konzession der NLM für die Passagierschifffahrt auch im Tessiner Teil des Langensees auf weitere zehn Jahre hinaus.
Für die Schiffskurse im Schweizer Becken des Langensees wurde ein internationales Konsortium gegründet, an dem sowohl die italienische staatliche Betreibergesellschaft Gestione Governativa Navigazione Laghi (GGNL), der die NLM unterstellt ist, als auch die schweizerische Luganersee-Schifffahrtsgesellschaft beteiligt sind. Die italienische NLM stellt für das Schweizer Langensee-Becken 5 ihrer 30 Schiffe zur Verfügung.

### Schiffe

#### Schweizer Becken
- Cigognia
- Capriola
- Milano
- Helvetia

#### Italienisches Becken
- Piemonte, ältester aktiver Schaufelraddampfer in Italien
- Lombardia (Raddampfer als Restaurant vertäut)
- 21 Motorschiffe (inkl. der in der Schweiz eingesetzten)
- 2 Tragflügelboote
- 4 Katamarane
- 6 Fährschiffe[11]

### Schiffländen
Orte mit Schifflände der Personenschifffahrt, von Norden nach Süden:
| Name                                | Ufer    | Lage                     | Land | ⊙                                          | Bild | Anmerkungen           |
| ----------------------------------- | ------- | ------------------------ | ---- | ------------------------------------------ | ---- | --------------------- |
| Tenero (lago)                       | Nord    | Tenero                   | CH   | !546.1738185508.8434955 46.173818 8.843495 | BW   |                       |
| Locarno (lago)                      | West    | Locarno                  | CH   | !546.1701415508.8012695 46.170141 8.801269 | 2022 |                       |
| Ascona (lago)                       | West    | Ascona                   | CH   | !546.1538205508.7687935 46.15382 8.768793  | 2015 |                       |
| Magadino (lago)                     | Ost     | Magadino                 | CH   | !546.1477645508.8547105 46.147764 8.85471  | BW   |                       |
| Vira (Gambarogno) (lago)            | Ost     | Vira (Gambarogno)        | CH   | !546.1448835508.8413155 46.144883 8.841315 | BW   |                       |
| Porto Ronco (lago)                  | West    | Porto Ronco              | CH   | !546.1405945508.7267795 46.140594 8.726779 | BW   |                       |
| S. Nazzaro (lago)                   | Ost     | San Nazzaro              | CH   | !546.1333555508.8043635 46.133355 8.804363 | BW   |                       |
| Isole di Brissago                   | (Insel) | Isole di Brissago        | CH   | !546.1326085508.7347635 46.132608 8.734763 | BW   |                       |
| Gerra (Gambarogno) (lago)           | Ost     | Gerra (Gambarogno)       | CH   | !546.1247465508.7887045 46.124746 8.788704 | BW   |                       |
| Brissago (lago)                     | West    | Brissago                 | CH   | !546.1182665508.7109005 46.118266 8.7109   | BW   |                       |
| Ranzo (lago)                        | Ost     | Ranzo                    | CH   | !546.1130435508.7700245 46.113043 8.770024 | BW   |                       |
| Cannobio (lago)                     | West    | Cannobio                 | I    | !546.0635385508.7006475 46.063538 8.700647 | 2009 |                       |
| Maccagno (lago)                     | Ost     | Maccagno                 | I    | !546.0362735508.7396225 46.036273 8.739622 | BW   |                       |
| Cannero (lago)                      | West    | Cannero Riviera          | I    | !546.0219265508.6860265 46.021926 8.686026 | BW   |                       |
| Luino (lago)                        | Ost     | Luino                    | I    | !546.0036395508.7417495 46.003639 8.741749 | BW   |                       |
| Porto Valtravaglia (lago)           | Ost     | Porto Valtravaglia       | I    | !545.9623115508.6804285 45.962311 8.680428 | BW   |                       |
| Ghiffa (lago)                       | West    | Ghiffa                   | I    | !545.9572055508.6188345 45.957205 8.618834 | 2014 |                       |
| Verbania Intra, Imbarcadero vecchio | West    | Intra                    | I    | !545.9355085508.5757915 45.935508 8.575791 | 2007 | ehemalige Schifflände |
| Intra (lago)                        | West    | Intra                    | I    | !545.9335835508.5745175 45.933583 8.574517 | BW   | neue Schifflände      |
| Villa Taranto (lago)                | West    | Villa Taranto            | I    | !545.9258595508.5662175 45.925859 8.566217 | BW   |                       |
| Pallanza (lago)                     | West    | Pallanza                 | I    | !545.9210615508.5500535 45.921061 8.550053 | 2016 |                       |
| Isola Madre                         | (Insel) | Isola Madre              | I    | !545.9105695508.5379975 45.910569 8.537997 | BW   |                       |
| Baveno (lago)                       | West    | Baveno                   | I    | !545.9091425508.5068685 45.909142 8.506868 | 2008 |                       |
| Laveno (lago)                       | Ost     | Laveno                   | I    | !545.9091845508.6181655 45.909184 8.618165 | BW   |                       |
| Isola Pescatori                     | (Insel) | Isola dei Pescatori      | I    | !545.9002725508.5202505 45.900272 8.52025  | BW   |                       |
| Isola Bella                         | (Insel) | Isola Bella              | I    | !545.8948545508.5261345 45.894854 8.526134 | 2020 |                       |
| Carziano                            | West    | Stresa                   | I    | !545.8911045508.5247905 45.891104 8.52479  | 2003 |                       |
| Stresa (lago)                       | West    | Stresa                   | I    | !545.8847645508.5417965 45.884764 8.541796 | BW   |                       |
| Sta. Caterina (lago)                | Ost     | Santa Caterina del Sasso | I    | !545.8767815508.5969645 45.876781 8.596964 | BW   |                       |
| Belgirate (lago)                    | West    | Belgirate                | I    | !545.8389245508.5732385 45.838924 8.573238 | BW   |                       |
| Lesa (lago)                         | West    | Lesa                     | I    | !545.8289685508.5662335 45.828968 8.566233 | BW   |                       |
| Ispra (lago)                        | Ost     | Ispra                    | I    | !545.8127535508.6070335 45.812753 8.607033 | BW   |                       |
| Meina (lago)                        | West    | Meina                    | I    | !545.7891785508.5408505 45.789178 8.54085  | BW   |                       |
| Arona (lago)                        | West    | Arona                    | I    | !545.7585385508.5616475 45.758538 8.561647 | 2009 |                       |
| Sesto Calende (lago)                | Ost     | Sesto Calende            | I    | !545.7234175508.6340275 45.723417 8.634027 | BW   |                       |

## Ereignisse

### Hochwasser
Beim Hochwasser von 2000 überflutete der See weite Gebiete der anliegenden Gemeinden.

### Seilbahnunglück
Beim Seilbahnunfall am Monte Mottarone stürzte am 23. Mai 2021 oberhalb des Sees eine Gondel mit nicht funktionierender Notbremseinrichtung ab, 14 Menschen starben.

### Feuer
Waldbrände oberhalb des Sees sind keine Seltenheit. Für denjenigen, der am 30. Januar 2022 ausbrach, siehe den Artikel Waldbrand am Lago Maggiore.

### Globale Erwärmung
Seit März 2022 hat es (Stand 23. Juni 2022) in vielen norditalienischen Regionen nicht mehr geregnet. Wegen des milden Winters 2021/22 ist kaum Schmelzwasser in die norditalienischen Täler und Ebenen geflossen. Alle norditalienischen Seen sind betroffen, am stärksten der Lago Maggiore und der Comer See. Für die Bewässerung in der Landwirtschaft und die Energieerzeugung in einem nahegelegenen Wasserkraftwerk stehen nur 20 % der üblichen Wassermenge zur Verfügung.
Laut Landwirtschaftsverband CIA (Confederazione italiana agricoltori) bedroht die Wasserknappheit rund die Hälfte der landwirtschaftlichen Produktion Norditaliens. Der Schaden für die Bauern betrage mindestens 2 Milliarden Euro.
Der Präsident der Region Piemont hat Mitte Juni 2022 angeordnet, dass in 170 Städten und Gemeinden das Wasser nur noch für lebenswichtige Zwecke wie Trinken und Lebensmittelzubereitung verwendet werden darf.
Auch der Winter 2022/23 war ausgesprochen trocken, so dass der Pegel über mehrere Monate unter dem Durchschnitt lag. Durch intensive Regenfälle wurde im Mai und Juni 2023 ein überdurchschnittlicher Pegel verzeichnet. Im Juli und August lag der Pegel wieder unter dem Durchschnitt, bevor er Ende August 2023 wegen Dauerregen in die Höhe schoss und mit Stand vom 3. September 2023 nach wie vor über dem Durchschnitt liegt.
Trotz des massiv zu warmen Juli 2024 war der See mit Stand Anfang August 2024 gut gefüllt, dies dank der sehr ergiebigen Niederschläge im ersten Halbjahr 2024.

### Schiffsunglück der Goduria
Am 28. Mai 2023, kurz nach 19 Uhr MESZ kenterte «in der Nähe von Lisanza» (Lisanza ist Fraktion der Gemeinde Sesto Calende, am südlichsten Teil des Sees, linksufrig, höchstens geschätzt 5 km weg vom Abfluss), 150 m vom Ufer entfernt, während eines plötzlich auftretenden Unwetters das überladene Boot Goduria (ital. Vergnügen, Zulassung für 15 Personen, 1982 gebaut) mit 25 Personen. 14 erreichten schwimmend das Ufer, sieben wurden von einigen vorbeifahrenden Booten aufgenommen, vier starben. Laut Informationen in der Presse waren fast alle Gäste Geheimdienstmitarbeiter aus Italien und von Israels Mossad.

## Film
Der Musikfilm Lieder klingen am Lago Maggiore (1962) spielt teilweise am Lago Maggiore.
Der US-Kriegsfilm In einem anderen Land (A Farewell to Arms) unter der Regie von Charles Vidor wurde teilweise in Stresa am Lago Maggiore gedreht.

## Namensgeber
1994 wurde der Asteroid (3883) Verbano nach dem See benannt.